# Verein für Wassersport Blau-Weiss Köln
Der Verein für Wassersport Blau-Weiss Köln von 1932 e. V. (Blau-Weiss Köln) ist ein deutscher Kanusportverein mit Sitz in Köln.
Blau-Weiss Köln zählt zu den erfolgreichsten deutschen Kanusportvereinen im Wildwasserrennsport und hat mit Stephan Stiefenhöfer, Max Hoff und Niels Verhoef bereits mehrere Weltmeister hervorgebracht. Daneben betreibt Blau-Weiss Köln Kanuwandersport und Volleyball.
Die Grundsteinlegung des 1932 gegründeten Kanusportvereins erfolgte durch den Erwerb des ehemaligen schwimmenden Bootshauses des Kölner RV 1877 im Kölner Stadtteil Rodenkirchen. Seit 1971 hat Blau-Weiss Köln seinen Sitz samt eigenem Sport- und Zeltplatz am Rheinufer im Kölner Stadtteil Sürth. Vorsitzender des Kanusportvereins mit seinen rund 150 Mitgliedern ist Rolf Schürmann.